# Musculus rectus medialis

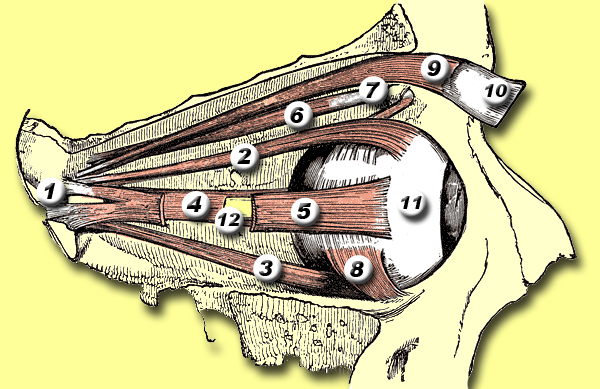
A szem izmai (A négyes számmal jelölt izom)

A musculus rectus medialis egy apró izom az ember szemüregében (orbita)

## Eredés, tapadás, elhelyezkedés
Az annulus tendineus communis-ról ered és a szaruhártya (cornea) és az ínhártya (sclera) közepétől 5.5 mm-re tapad.

## Funkció
Közelíti a szemet.

## Beidegzés
A nervus oculomotorius